# چهره‌ای که مانند ماه می‌درخشد
چهره‌ای که مانند ماه می‌درخشد (به انگلیسی: The Face That Glows Like the Moon) یا صورت مهتابی (به هندی: Chand Sa Roshan Chehra) فیلمی محصول سال ۲۰۰۵ و به کارگردانی شبان شمسی است. در این فیلم بازیگرانی همچون سمیر آفتاب، تمنا باتیا، هیمانی شیوپوری، کیران کومار و کیشوری شاهانه ایفای نقش کرده‌اند.